# Iglesia de Santa Ana (Guarne)
La Iglesia de Santa Ana es un templo de culto católico dedicado Santa Ana, madre de la Virgen María. Está ubicado en el municipio colombiano de Guarne (Antioquia) pertenece a la jurisdicción eclesiástica de la Diócesis de Sonsón-Rionegro. 
Fungió como capilla del cementerio municipal durante aproximadamente 120 años, fue erigida parroquia el 12 de diciembre de 1993 por monseñor Flavio Calle Zapata Obispo de la Diócesis de Sonsón-Rionegro en esa época.

## Historia
A mediados del siglo XVII se estableció en el sitio que actualmente ocupa la población de Guarne, el español don Diego Beltrán del Castillo quien con sus familiares y sus esclavos pueden ser considerados como los primeros pobladores de la región. Tiempo después, en 1757 tuvo lugar la fundación de la población por Manuel de Henao.
Durante el curato de Juan José Henao Dávila, oriundo de Guarne, quien tomó posesión del cargo de párroco el 6 de abril de 1827 y lo ejerció durante 57 años, se construyó el cementerio en el alto de la Cruz entre 1830 y 1840. siguiendo los archivos de las vivitas episcopales a la población, hacía el año 1874 se construye una capilla anexa a dicho cementerio, en el año 1915 se realizan reformas y ampliación a la edificación y en 1988 se reconstruye parcialmente y se derrumban las bóvedas, los pisos de madera de su interior y se remplazan por baldosa de ladrillo artesanal. 
Al frente del templo se ubica una plazoleta de traza urbanística interesante, cerrada por tres de sus cuatro lados, abierta únicamente por el lado de la calle. En el centro de la plazoleta y ocupando un buen espacio de la misma, se levanta un monumento a la Madre.
El trajinar de los años generó que la antigua edificación presentara fallas estructurales irremediables, pues algunas de ellas, se habían subsanado en ocasiones anteriores sin obtener resultados.
En el año 2020 se inició la construcción de una réplica conservado elementos propios y arquitectónicos del templo anterior  que por muchos años acompañó a la comunidad. Este nuevo templo fue dedicado y consagrado solemnemente por el Obispo de la Diócesis de Sonsón Rionegro, Monseñor Fidel León Cadavid, el 20 de marzo de 2023 con la asistencia de más de 3.700 personas 

## Características

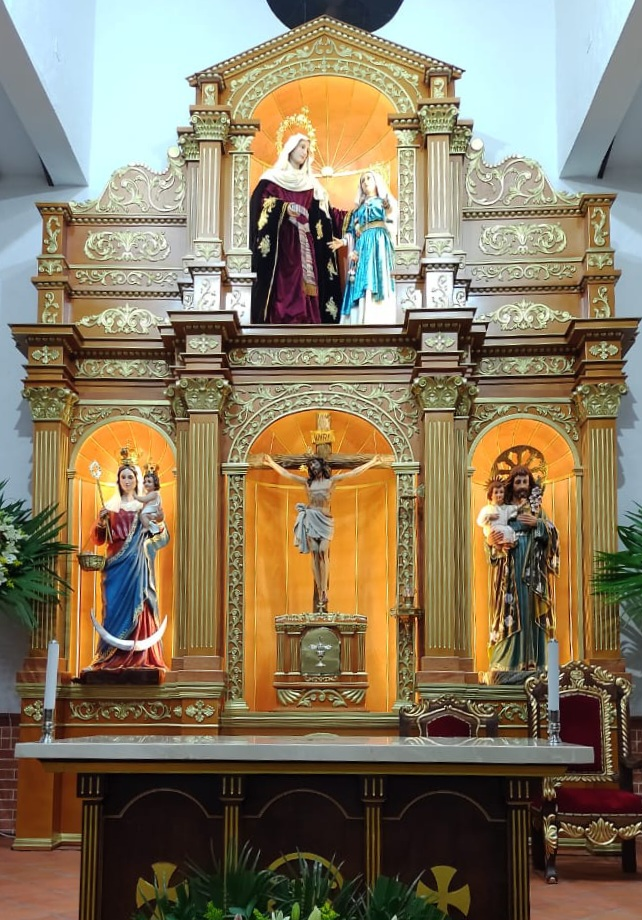
Retablo mayor.

El templo Parroquial de Santa Ana, es una edificación nueva, de estilo semicolonial, con una serie de vitrales alusivos a la Sagrada familia de Nazaret, en su retablo principal se encuentra sobre la parte superior, la imagen de Santa Ana  con la Niña María, patrona de la parroquia, en el centro se ubica el crucifijo con el sagrario y hacia los laterales, reposan las imágenes de San José Patrono de la Iglesia universal y la de Nuestra Señora de la Candelaria, Patrona del Municipio de Guarne